# Plivanje na OI 1996.

## Pojedinačna natjecanja

### 50 m slobodno
| Mjesto | Država    | Plivač            | Vrijeme |
| ------ | --------- | ----------------- | ------- |
| 1.     | Rusija    | Aleksandr Popov   | 22,12 s |
| 2.     | SAD       | Gary Hall Jr.     | 22,26 s |
| 3.     | Brazil    | Fernando Scherer  | 22,29 s |
| 4.     | NR Kina   | Chengji Jiang     | 22,33 s |
| 5.     | JAR       | Brandon Dedekind  | 22,59 s |
| 6.     | SAD       | David Fox         | 22,68 s |
| 7.     | Venezuela | Francisco Sánchez | 22,72 s |
| 8.     | Portoriko | Ricardo Busquets  | 22,73 s |

| Mjesto | Država   | Plivačica     | Vrijeme |
| ------ | -------- | ------------- | ------- |
| 1.     | SAD      | Amy van Dyken | 24,87 s |
| 2.     | NR Kina  | Le Jingyi     | 24,90 s |
| 3.     | Njemačka | Sandra Völker | 25,14 s |

### 100 m slobodno
| Mjesto | Država     | Plivač                    | Vrijeme |
| ------ | ---------- | ------------------------- | ------- |
| 1.     | Rusija     | Aleksandr Popov           | 48,74 s |
| 2.     | SAD        | Gary Hall Jr.             | 48,81 s |
| 3.     | Brazil     | Gustavo Borges            | 49,02 s |
| 4.     | Nizozemska | Pieter van den Hoogenband | 49,13 s |
| 5.     | Brazil     | Fernando Scherer          | 49,57 s |
| 6.     | Ukrajina   | Pavlo Khnykin             | 49,65 s |
| 7.     | Portoriko  | Ricardo Busquets          | 49,68 s |
| 8.     | Venezuela  | Francisco Sánchez         | 49,84 s |

| Mjesto | Država   | Plivačica     | Vrijeme |
| ------ | -------- | ------------- | ------- |
| 1.     | NR Kina  | Le Jingyi     | 54,50 s |
| 2.     | Njemačka | Sandra Völker | 54,88 s |
| 3.     | SAD      | Angel Martino | 54,93 s |

### 200 m slobodno
| Mjesto | Država                 | Plivač                    | Vrijeme     |
| ------ | ---------------------- | ------------------------- | ----------- |
| 1.     | Novi Zeland            | Danyon Loader             | 1:47,63 min |
| 2.     | Brazil                 | Gustavo Borges            | 1:48,08 min |
| 3.     | Australija             | Daniel Kowalski           | 1:48,25 min |
| 4      | Nizozemska             | Pieter van den Hoogenband | 1:48,36 min |
| 5      | Švedska                | Anders Holmertz           | 1:48,42 min |
| 6      | Italija                | Massimiliano Rosolino     | 1:48,50 min |
| 7      | SAD                    | Josh Davis                | 1:48,54 min |
| 8      | Ujedinjeno Kraljevstvo | Paul Palmer               | 1:49,39 min |

| Mjesto | Država    | Plivačica             | Vrijeme     |
| ------ | --------- | --------------------- | ----------- |
| 1.     | Kostarika | Claudia Poll          | 1:58,16 min |
| 2.     | Njemačka  | Franziska van Almsick | 1:58,57 min |
| 3.     | Njemačka  | Dagmar Hase           | 1:59,56 min |

### 400 m slobodno
| Mjesto | Država                 | Plivač          | Vrijeme     |
| ------ | ---------------------- | --------------- | ----------- |
| 1.     | Novi Zeland            | Danyon Loader   | 3:47,97 min |
| 2.     | Ujedinjeno Kraljevstvo | Paul Palmer     | 3:49,00 min |
| 3.     | Australija             | Daniel Kowalski | 3:52,15 min |

| Mjesto | Država     | Plivačica         | Vrijeme     |
| ------ | ---------- | ----------------- | ----------- |
| 1.     | Irska      | Michelle Smith    | 4:07,25 min |
| 2.     | Njemačka   | Dagmar Hase       | 4:08,30 min |
| 3.     | Nizozemska | Kirsten Vlieghuis | 4:08,70 min |

### 1500 m + 800 m slobodno
| Mjesto | Država                 | Plivač          | Vrijeme      |
| ------ | ---------------------- | --------------- | ------------ |
| 1.     | Australija             | Kieren Perkins  | 14:56,40     |
| 2.     | Australija             | Daniel Kowalski | 15:02,43 min |
| 3.     | Ujedinjeno Kraljevstvo | Graeme Smith    | 15:02,48 min |

| Mjesto | Država     | Plivačica         | Vrijeme     |
| ------ | ---------- | ----------------- | ----------- |
| 1.     | SAD        | Brooke Bennett    | 8:27,89 min |
| 2.     | Njemačka   | Dagmar Hase       | 8:29,91 min |
| 3.     | Nizozemska | Kirsten Vlieghuis | 8:30,84 min |

### 100 m leđno
| Mjesto | Država | Plivač                 | Vrijeme |
| ------ | ------ | ---------------------- | ------- |
| 1.     | SAD    | Jeff Rouse             | 54,10 s |
| 2.     | Kuba   | Rodolfo Falcon Cabrera | 54,98 s |
| 3.     | Kuba   | Neisser Bent           | 55,02 s |

| Mjesto | Država | Plivačica         | Vrijeme     |
| ------ | ------ | ----------------- | ----------- |
| 1.     | SAD    | Beth Botsford     | 1:01,19 min |
| 2.     | SAD    | Whitney Hedgepeth | 1:01,47 min |
| 3.     | JAR    | Marianne Kriel    | 1:02,12 min |

### 200 m leđno
| Mjesto | Država  | Plivač           | Vrijeme     |
| ------ | ------- | ---------------- | ----------- |
| 1.     | SAD     | Brad Bridgewater | 1:58,54 min |
| 2.     | SAD     | Tripp Schwenck   | 1:58,99 min |
| 3.     | Italija | Emanuele Merisi  | 1:59,18 min |

| Mjesto | Država   | Plivačica           | Vrijeme     |
| ------ | -------- | ------------------- | ----------- |
| 1.     | Mađarska | Krisztina Egerszegi | 2:07,83 min |
| 2.     | SAD      | Whitney Hedgepeth   | 2:11,98 min |
| 3.     | Njemačka | Cathleen Rund       | 2:12,06 min |

### 100 m prsno
| Mjesto | Država   | Plivač                 | Vrijeme     |
| ------ | -------- | ---------------------- | ----------- |
| 1.     | Belgija  | Frederik Deburghgraeve | 1:00,65 min |
| 2.     | SAD      | Jeremy Linn            | 1:00,77 min |
| 3.     | Njemačka | Mark Warnecke          | 1:01,33 min |

| Mjesto | Država     | Plivačica      | Vrijeme     |
| ------ | ---------- | -------------- | ----------- |
| 1.     | JAR        | Penelope Heyns | 1:07,79 min |
| 2.     | SAD        | Amanda Beard   | 1:08,09 min |
| 3.     | Australija | Samantha Riley | 1:09,18 min |

### 200 m prsno
| Mjesto | Država   | Plivač          | Vrijeme     |
| ------ | -------- | --------------- | ----------- |
| 1.     | Mađarska | Norbert Rózsa   | 2:12,57 min |
| 2.     | Mađarska | Károly Güttler  | 2:13,03 min |
| 3.     | Rusija   | Andrei Kornejew | 2;13,17 min |

| Mjesto | Država   | Plivačica      | Vrijeme     |
| ------ | -------- | -------------- | ----------- |
| 1.     | JAR      | Penelope Heyns | 2:25,41 min |
| 2.     | SAD      | Amanda Beard   | 2:25,75 min |
| 3.     | Mađarska | Ágnes Kovács   | 2:26,57 min |

### 100 m leptir
| Mjesto | Država     | Plivač            | Vrijeme |
| ------ | ---------- | ----------------- | ------- |
| 1.     | Rusija     | Denis Pankratov   | 52,27 s |
| 2.     | Australija | Scott Miller      | 52,53 s |
| 3.     | Rusija     | Wladislaw Kulikow | 53,13 s |

| Mjesto | Država  | Plivačica     | Vrijeme |
| ------ | ------- | ------------- | ------- |
| 1.     | SAD     | Amy van Dyken | 59,13 s |
| 2.     | NR Kina | Limin Liu     | 59,14 s |
| 3.     | SAD     | Angel Martino | 59,23 s |

### 200 m leptir
| Mjesto | Država     | Plivač          | Vrijeme     |
| ------ | ---------- | --------------- | ----------- |
| 1.     | Rusija     | Denis Pankratov | 1:56,51 min |
| 2.     | SAD        | Tom Malchow     | 1:57,44 min |
| 3.     | Australija | Scott Goodman   | 1:57,48 min |

| Mjesto | Država     | Plivačica      | Vrijeme     |
| ------ | ---------- | -------------- | ----------- |
| 1.     | Australija | Susie O’Neill  | 2:07,76 min |
| 2.     | Australija | Petria Thomas  | 2:09,82 min |
| 3.     | Irska      | Michelle Smith | 2:09,91 min |

### 200 m mješovito
| Mjesto | Država   | Plivač        | Vrijeme     |
| ------ | -------- | ------------- | ----------- |
| 1.     | Mađarska | Attila Czene  | 1:59,91 min |
| 2.     | Finska   | Jani Sievinen | 2:00,13 min |
| 3.     | Kanada   | Curtis Myden  | 2:01,13 min |

| Mjesto | Država  | Plivačica        | Vrijeme     |
| ------ | ------- | ---------------- | ----------- |
| 1.     | Irska   | Michelle Smith   | 2:13,93 min |
| 2.     | Kanada  | Marianne Limpert | 2:14,35 min |
| 3.     | NR Kina | Li Lin           | 2:14,74 min |

### 400 m mješovito
| Mjesto | Država | Plivač        | Vrijeme     |
| ------ | ------ | ------------- | ----------- |
| 1.     | SAD    | Tom Dolan     | 4:14,90 min |
| 2.     | SAD    | Eric Namesnik | 4:15,25 min |
| 3.     | Kanada | Curtis Myden  | 4:16,28 min |

| Mjesto | Država   | Plivačica           | Vrijeme     |
| ------ | -------- | ------------------- | ----------- |
| 1.     | Irska    | Michelle Smith      | 4:39,18 min |
| 2.     | SAD      | Allison Wagner      | 4:42,03 min |
| 3.     | Mađarska | Krisztina Egerszegi | 4:42,53 min |

## Štafetna natjecanja

### 4x100 m slobodno
| Mjesto | Država   | Plivači                                                            | Vrijeme     |
| ------ | -------- | ------------------------------------------------------------------ | ----------- |
| 1.     | SAD      | Jon Olsen Josh Davis Bradley Schumacher Gary Hall Jr.              | 3:15,41 min |
| 2.     | Rusija   | Roman Jegorow Aleksandr Popov Wladimir Predkin Wladimir Pyschnenko | 3:17,06 min |
| 3.     | Njemačka | Christian Tröger Bengt Zikarsky Björn Zikarsky Mark Pinger         | 3:17,20 min |

| Mjesto | Država   | Plivačice                                                            | Vrijeme     |
| ------ | -------- | -------------------------------------------------------------------- | ----------- |
| 1.     | SAD      | Angel Martino Amy van Dyken Catherine Fox Jenny Thompson             | 3:39,29 min |
| 2.     | NR Kina  | Le Jingyi Na Chao Yun Nian Shan Ying                                 | 3:40,48 min |
| 3.     | Njemačka | Sandra Völker Simone Osygus Antje Buschschulte Franziska van Almsick | 3:41,48 min |

### 4x200 m slobodno
| Mjesto | Država   | Plivači                                                        | Vrijeme     |
| ------ | -------- | -------------------------------------------------------------- | ----------- |
| 1.     | SAD      | Josh Davis Joseph Hudepohl Bradley Schumacher Ryan Berube      | 7:14,84 min |
| 2.     | Švedska  | Christer Wallin Anders Holmertz Lars Frölander Anders Lyrbring | 7:17,56 min |
| 3.     | Njemačka | Aimo Heilmann Christian Keller Christian Tröger Steffen Zesner | 7:17,71 min |

| Mjesto | Država     | Plivačice                                                      | Vrijeme     |
| ------ | ---------- | -------------------------------------------------------------- | ----------- |
| 1.     | SAD        | Trina Jackson Cristina Teuscher Sheila Taormina Jenny Thompson | 7:59,87 min |
| 2.     | Njemačka   | Franziska van Almsick Kerstin Kielgaß Anke Scholz Dagmar Hase  | 8:01,55 min |
| 3.     | Australija | Julia Greville Nicole Stevenson Emma Johnson Susie O’Neill     | 8:05,47 min |

### 4x100 m mješovito
| Mjesto | Država     | Plivači                                                            | Vrijeme     |
| ------ | ---------- | ------------------------------------------------------------------ | ----------- |
| 1.     | SAD        | Jeff Rouse Mark Henderson Gary Hall Jr. Jeremy Linn                | 3:34,84 min |
| 2.     | Rusija     | Wladimir Selkow Stanislaw Lopuchow Denis Pankratov Aleksandr Popov | 3:37,55 min |
| 3.     | Australija | Philip Rogers Michael Klimm Scott Miller Steven Dewick             | 3:39,56 min |

| Mjesto | Država     | Plivačice                                                | Vrijeme     |
| ------ | ---------- | -------------------------------------------------------- | ----------- |
| 1.     | SAD        | Beth Botsford Amanda Beard Angel Martino Amy van Dyken   | 4:02,88 min |
| 2.     | Australija | Nicole Stevenson Samantha Riley Susie O’Neill Sarah Ryan | 4:05,08 min |
| 3.     | NR Kina    | Chen Yan Han Xue Cai Huijue Shan Ying                    | 4:07,34 min |